# Татищев, Иван Юрьевич
Ива́н Ю́рьевич Тати́щев (1652—1730) — судостроитель, сподвижник Петра I. Воевода Кашина, новгородский воевода и комендант новгородской приказной палаты в 1703—1721 годах; строитель первых судостроительных верфей и судов петровского флота; управляющий Сясьской и Лужской верфями.

## Биография

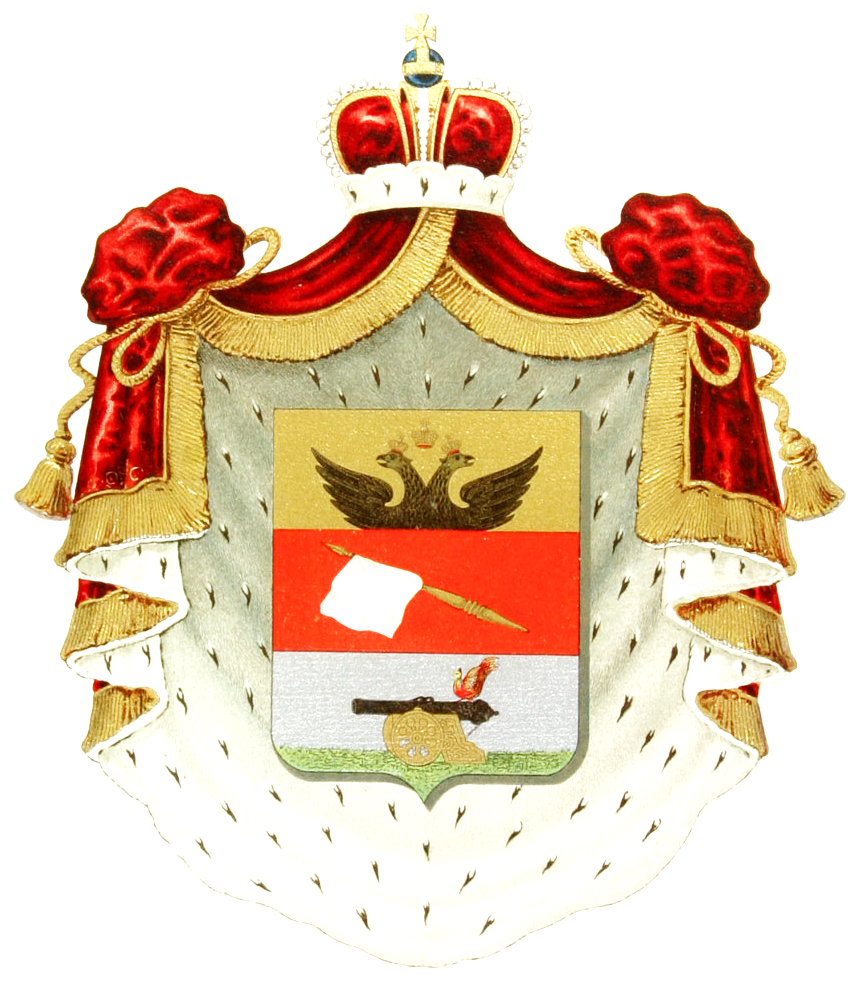
Герб рода Татищевых.

Иван Юрьевич Татищев родился в 1652 году в Москве. Происходил из древнего дворянского рода Татищевых. Его отец, Юрий Степанович Татищев, в 1636 году значился дворянином московским, в 1646—1647 годах служил в Ливнах и Белгороде в полку князя Н. И. Одоевского, участвовал в литовских походах 1654—1656 годов воеводою в государевом полку, в 1659—1660 годах служил в полку князя А. Н. Трубецкого. Умер в 1665 году.

### Служба в 1678—1700 годах
Иван Татищев начал службу в 16 лет. В 1678—1679 годах в звании московского дворянина участвовал в Чигиринском походе во время  русско-турецкой войны 1672—1681 годов. В 1687 году участвовал в первом Крымском походе, который был частью Русско-турецкой войны 1686—1700 годов.
В 1689 году Татищев был послан воеводой в город Кашин, а затем в чине стряпчего служил в Рыльске в полку боярина A. С. Шеина. В 1690 году был пожалован в стольники. В феврале-марте 1696 года Иван Татищев дневал и ночевал у гроба царя Иоанна Алексеевича. Весною 1698 года Татищев был послан новгородским воеводою П. М. Апраксиным за «шведский рубеж». В городах Нарве, Ревеле и Ниеншанце он занимался наймом иностранных мастеров корабельного дела на Азовские верфи. В 1700 году Татищев участвовал в петровском походе к Нарве. В походе Пётр I останавливался у Ивана Татищева в его усадьбе Пелешок, около села Боброво Гдовского уезда Санкт-Петербургской губернии.

### Строитель корабельных верфей
30 января (10 февраля) 1701 года царским указом Татищеву было велено «быть у стругового дела и построить на реках Волхове и Луге 600 стругов». Струги должны были быть построены для переброски к Нарве войск, военной техники и провианта. Лужская верфь была заложена выше Ямбурга, близ деревни Онежицы. Иван Татищев организовал доставку корабельного леса и постройку плавсредств, руководил их использованием во время похода к Нарве. На Лужской верфи строились струги, галеры, полугалеры, бригантины и прочие суда гребной эскадры Балтийского флота для участия в Северной войне.
22 января (2 февраля) 1702 года Пётр I издал указ о строительстве новой верфи и кораблей для Балтийского флота:«Делать корабли на реке Сяси, которая впадала в Ладожское озеро, от Ладоги в 30 верстах, или на реке Паше, которая впадала в реку Свирь, а Свирь в Ладожское озеро, осмотря места, где пристойно, из соснового леса… У дела тех кораблей быть из Новгорода стольнику Ивану Юрьеву сыну Татищеву, да с ним из отставных дворян новгородского разряда 12 человек для корабельного дела…». В указе говорилось:«В оборону и на отпор против неприятельских свейских войск на Ладожском озере сделать военных 6 кораблей по 18 пушек». Практически это был указ о создании первых судостроительных верфей для постройки кораблей будущего Балтийского флота: Олонецкой (близ нынешнего города Лодейное Поле) и Сясьской, у дворцового села Сясьские Рядки.
Уже 14 (25) февраля 1702 года Татищев сообщал царю: «По вышепомянутому твоего, Великого государя, указу я, холоп твой Ивашка Татищев, на Ладожское озеро и на Сясьское и на Свирское устья, и на реку Сясь, и на Пашу, и на Свирь реки ездил, и тех рек и Ладожского озера устья осмотрел и в аршины измерял…». Татищев провёл исследования и выполнил промер глубин самых мелких мест, а также узнал у местных жителей о поведении рек в половодье и межень. Он описал устья рек, впадающих в Ладожское озеро, определил безопасные для судового хода фарватеры. Кроме того, он осмотрел близлежащие леса, наметил места вырубки и выбрал наиболее подходящее для строительства судоверфи место. Обо всех делах по строительству верфи и ходе постройки кораблей на ней Татищев докладывал ближайшему окольничему и воеводе Петру Матвеевичу Апраксину, с последующим докладом царю. В сохранившихся письмах Пётр Великий называл Татищева: «Her(r)», «Сват» и «Г-н комендант».
1 (12) мая 1702 года на стапелях Сясьской верфи голландский корабельный плотник Воутер Воутерсон фон Кол заложил первые корабли — два малых фрегата «Фан-Сяс-1» и «Фан-Сяс-2» («Сясьские» — первый и второй). Фрегаты были построенные из сырого леса, плохо слушались руля и обладали малой мореходностью,  и в 1705 году их перечислили в брандеры. 1 (12) декабря 1702 года на верфи начали постройку ещё двух фрегатов — «Михаил Архангел» и «Иван-город», которые участвовали в Северной войне. Татищев, участвуя в строительстве первых кораблей, быстро освоил приёмы иностранных кораблестроителей и стал лично строить различные суда. Первым судном постройки Татищева был лоц-галиот (небольшое двухмачтовое судно), затем — две скампавеи и несколько других малых судов и шлюпок.
В 1703 году Татищев был назначен воеводой в Новгород и комендантом новгородской приказной палаты. В этой должности он продолжал до 1706 года оставаться управляющим Сясьской верфью, а также возглавил судостроение на Лужской верфи при устье реки Сабы и на верфи в Селецком Рядке на реке Волхов. С началом строительства Санкт-Петербургского Адмиралтейства возглавил заготовку дубовых и иных лесоматериалов для него. В 1706—1708 годах исследовал берега Невы и описал примыкающие к ним леса. Татищев числился в штате Адмиралтейства шлюп-макером — мастером, заведовавшим постройкой шлюпок для строившихся судов. Участвовал в отражении нападения шведов на Санкт-Петербург 29 августа (9 сентября) 1708 года. В 1712 году Татищев наблюдал за постройкой галерными мастерами Кичиным и Василием Шпаковским 50 скампавей на реках Луге и Волхове. Татищев составил писцовую книгу Зарусской половины Шелонской пятины.
23 марта (3 апреля) 1721 года Татищев был уволен с должности новгородского коменданта в отставку по состоянию здоровья. Последние годы своей жизни он прожил в Новгороде, где и скончался в 1730 году. Похоронен на городском кладбище.

## Семья
Иван Татищев был женат дважды. В первый брак вступил с Устиньей Ивановной Ногиной в 1673 году. В 1692 году женился на княгине Евдокии Ивановне Путятиной (урождённой Аничковой). родившей ему двоих детей: дочь Ирину (была замужем за Семёном Степановичем Хвостовым) и сына Василия (был женат на Наталье Ивановне Беклемишевой). Сын Ивана Татищева — Василий Иванович (1698—1747) в 1716 году поступил на службу гардемарином и был направлен на учёбу в Англию. В 1720 году был произведён в унтер-лейтенанты, а  в 1726 году — в лейтенанты. В 1738 году из-за болезни глаз вышел в отставку с награждением капитанским чином. Служил в чине коллежского советника Юстиц-коллегии,  и в 1741 году уволен для определения к статским делам.